# Orth Ambrus
Orth Ambrus, születési nevén Orth Ambrus Izidor (Újarad, 1871. november 18. – Budapest, 1931. november 18.) magyar építész. Alpár Ignác sógora.

## Élete és munkássága
Orth Ambrus fűszerkereskedő, takarékpénztári igazgató és Philipp Borbála fiaként született. A budapesti műegyetemen tanult, ahol 1897-ben szerzett diplomát. Somló Emillel együtt tervezte meg a kolozsvári egyetem könyvtárát, a trencséni felsőbb leányiskolát, a szatmári és szegedi ipariskolát, a zombori törvényszék épületét és a soproni postapalotát. Elhunyt születése napjának 60. évfordulóján, házasságának 32. évében. 1931. november 20-án helyezték örök nyugalomra a Farkasréti temetőben.
Felesége Szegedy-Maszák Viola volt, Szegedy-Maszák Hugó és Barabás Ilona festőművész lánya, akivel 1900. április 19-én Budapesten, az Erzsébetvárosban kötött házasságot.

## Ismert épületei

### Önállóan tervezett, felépült épületek
- ?: Állami felsőbb leányinternátus, Győr (kérdéses szerzőség)[4]
- 1927: Bérpalota, Makó, Széchenyi tér 8.[5][6] (a terveket átdolgozta: Dudás István és Papp József)
- 1930-as évek: Rendőrkapitányság, Hatvan[7]

### Önállóan tervezett, tervben maradt épületek
- 1925: kórház, Szombathely[8]

### Somló Emillel közösen tervezett, felépült épületek
- 1907: Állami Ipariskola, Szatmárnémeti[9]
- 1909: Népház, 1133 Budapest, Vág utca 12-14. (Bárczy István kislakás- és iskolaépítési programja keretében épült)[10][11]
- 1909–1910: Jeney-villa, 1114 Budapest, Mészöly utca 6.[11][12]
- 1910: lakóház, 1137 Budapest, Pannónia utca 8.[11][13]
- 1910–1911: Állami felsőipariskola (Déri Miksa Szakközépiskola), Szeged, Kálvária tér 7.[11][14]
- 1911–1913: Posta, Sopron, Széchenyi tér 10.[11][15][16]
- 1912: lakóház, 1056 Budapest, Belgrád rakpart 13-15.[11][17]
- 1912: Főreáliskola, Zsolna[11]
- 1912 k.: Polgári leányiskola, Ungvár[11]

### Somló Emillel közösen tervezett, tervben maradt épületei
- 1904: Egyetemi Könyvtár, Kolozsvár[11]
- 1904: Állami felsőbb leányiskola és internátus, Trencsén[11]
- 1905: Trummer-ház, Szombathely[11]
- 1907: Modern bérház, Budapest, Erzsébet tér[18][11]
- 1907: Erzsébetvárosi Igazságügyi Palota, Budapest[19]
- 1908: Törvényszék, Zombor[11]
- 1914: Postahivatal, Kassa[11]
- 1928: közkórház, Szolnok (III. díj)[20]

## Képtár

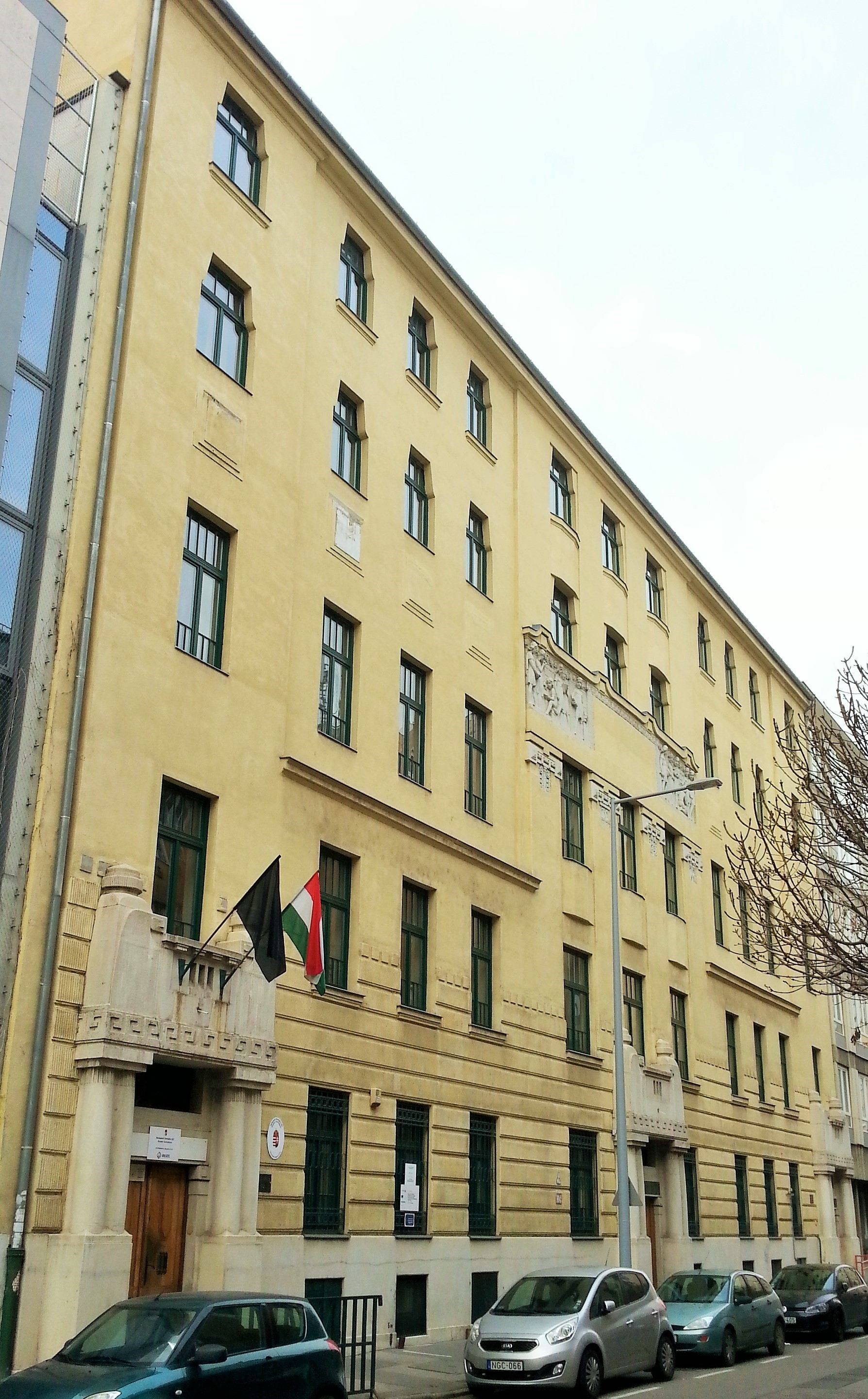
Népház, Budapest
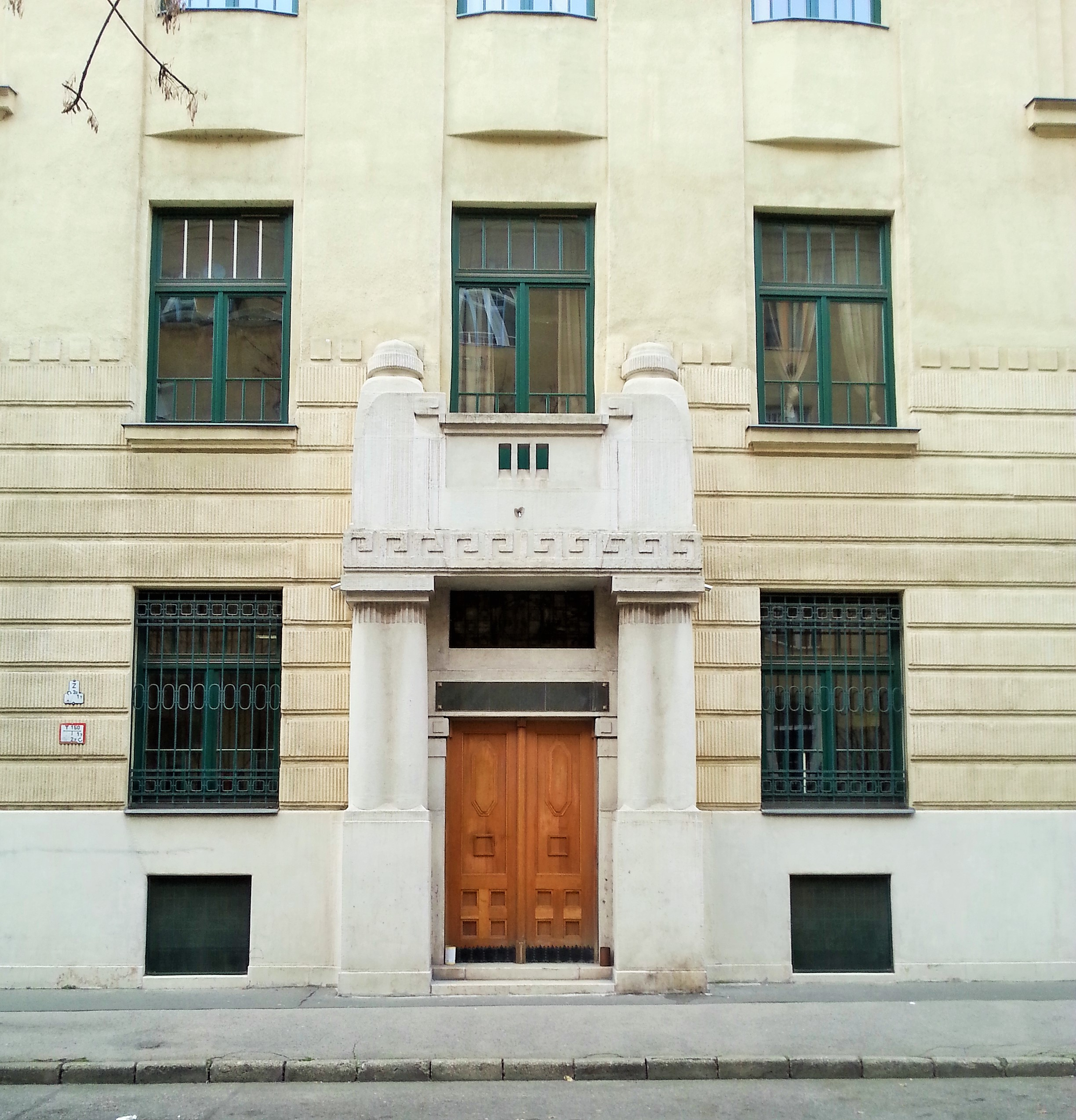
Népház, Budapest (részlet)
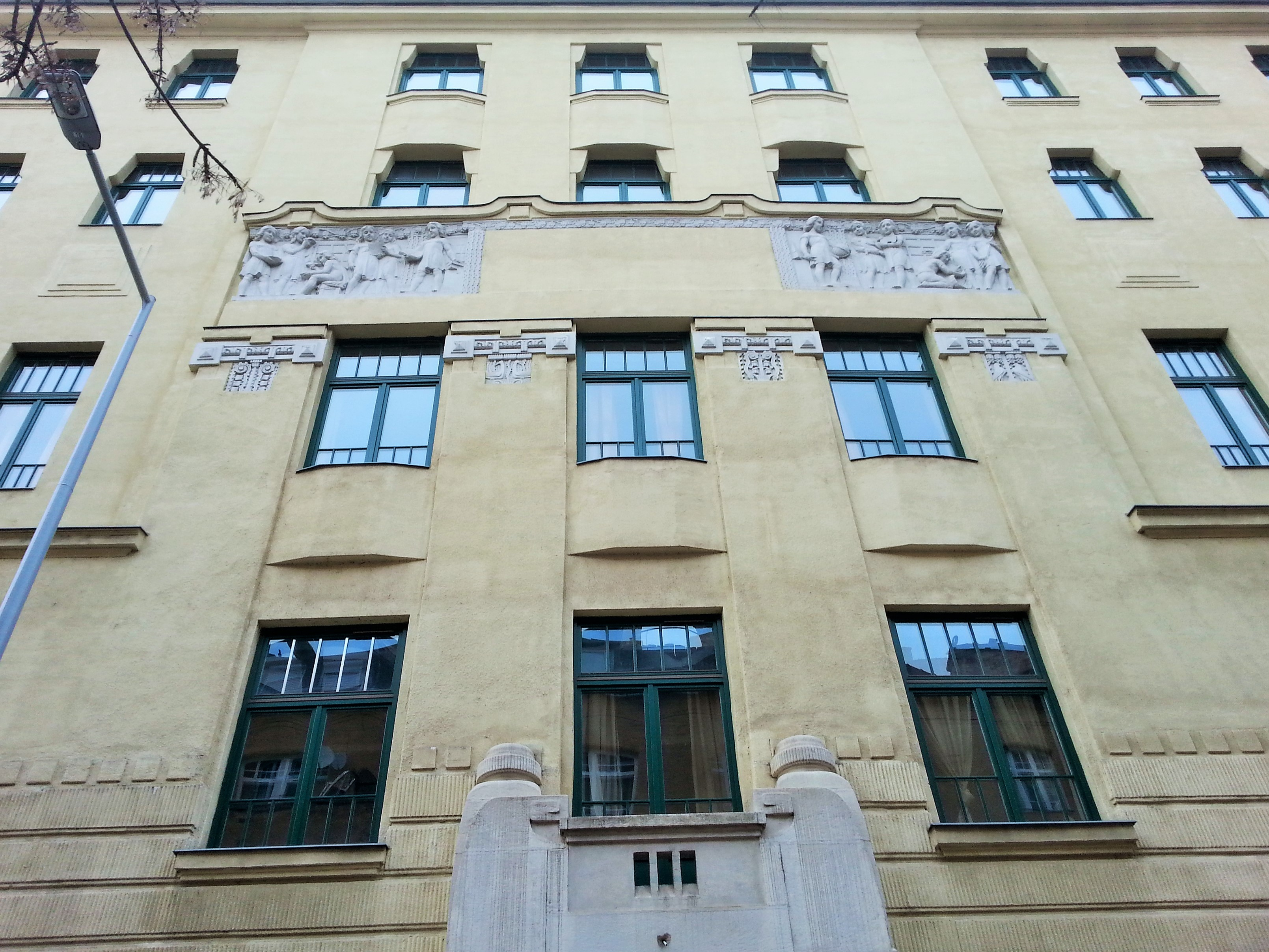
Népház, Budapest (részlet)
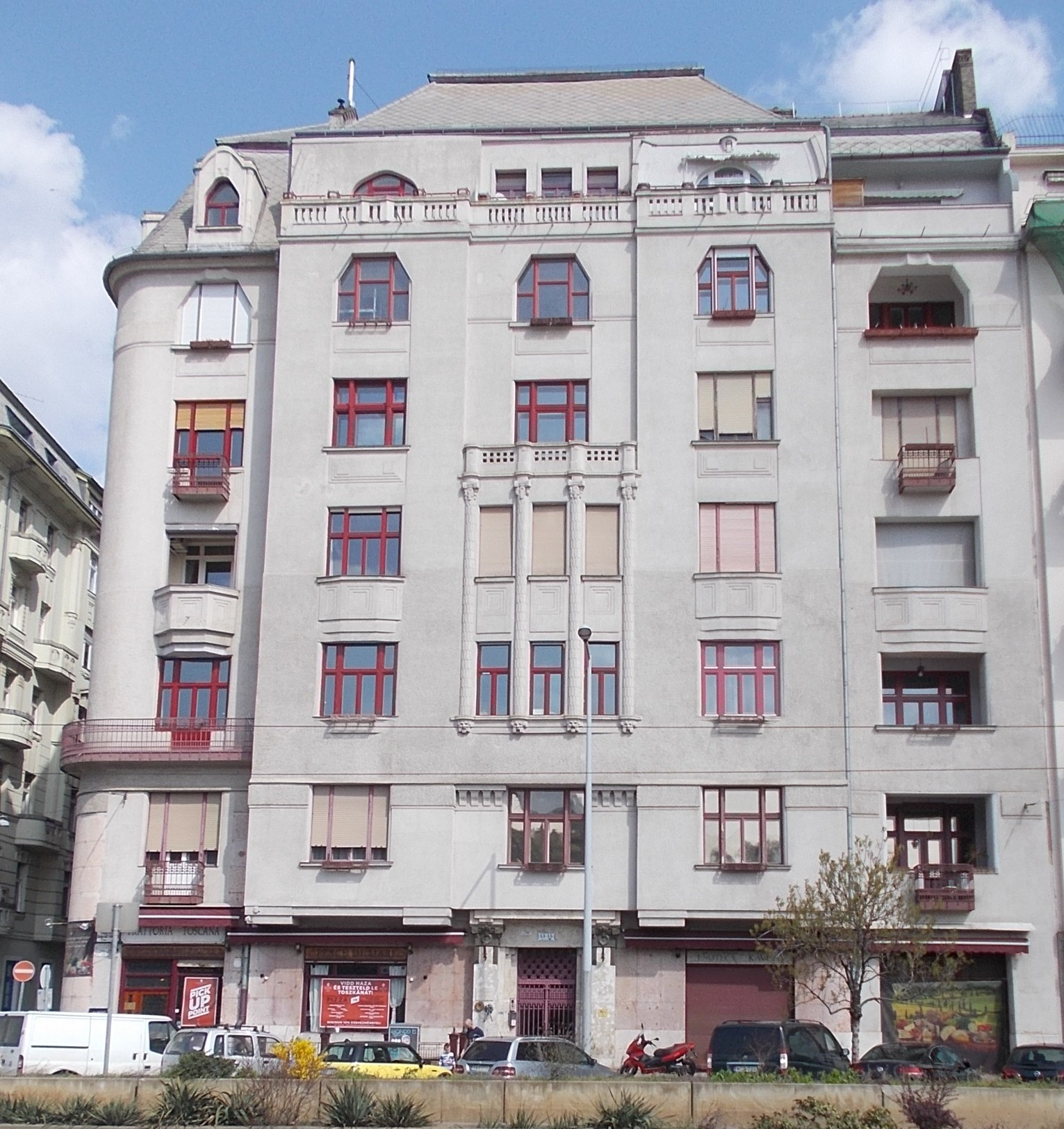
Belgrád rakpart 13-15., Budapest
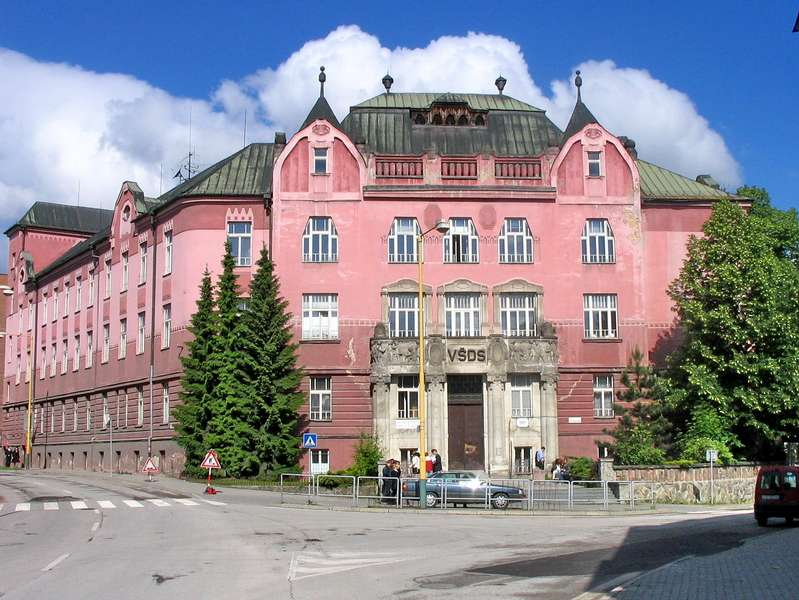
Főreáliskola, Zsolna
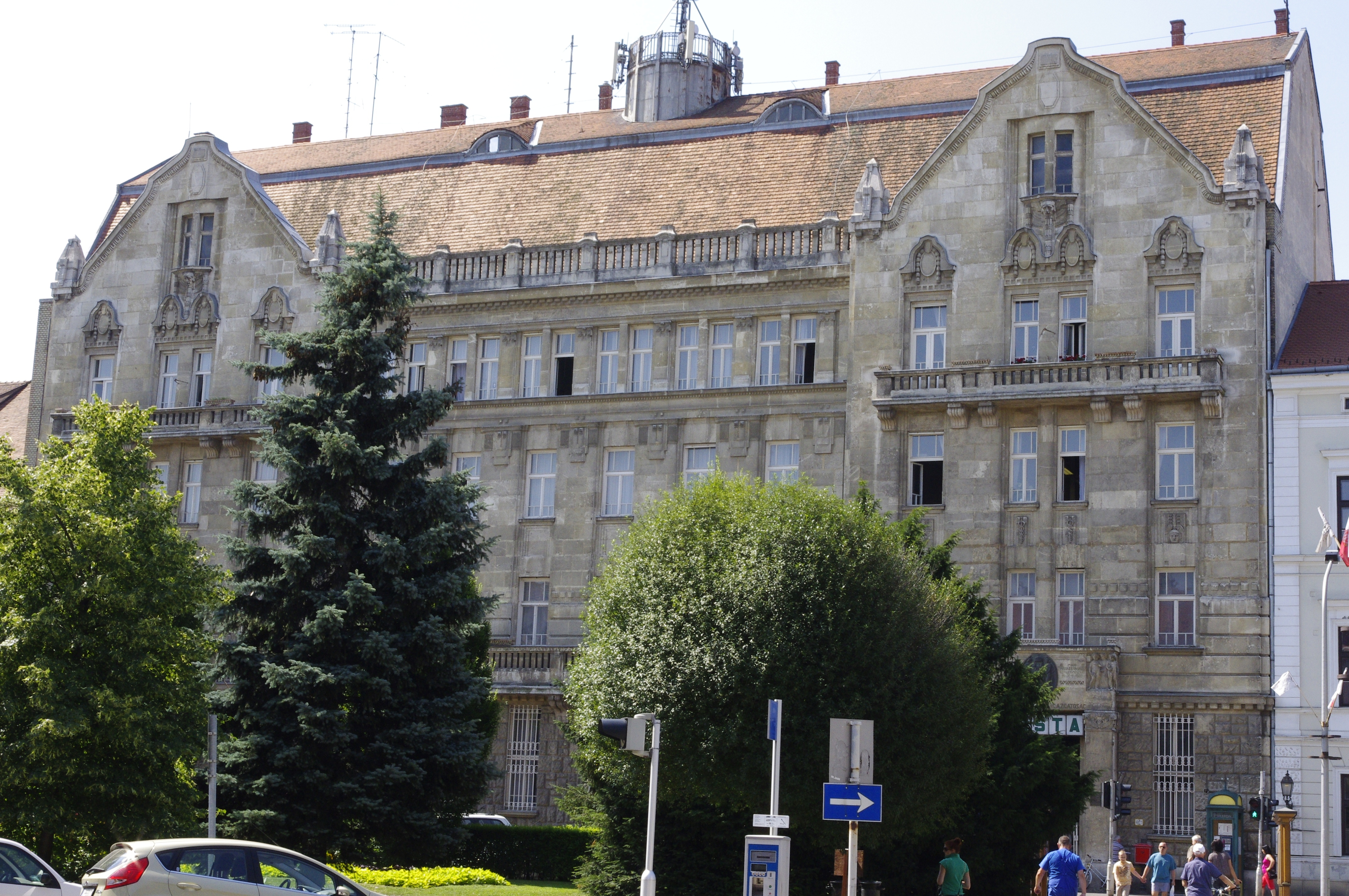
Posta, Sopron
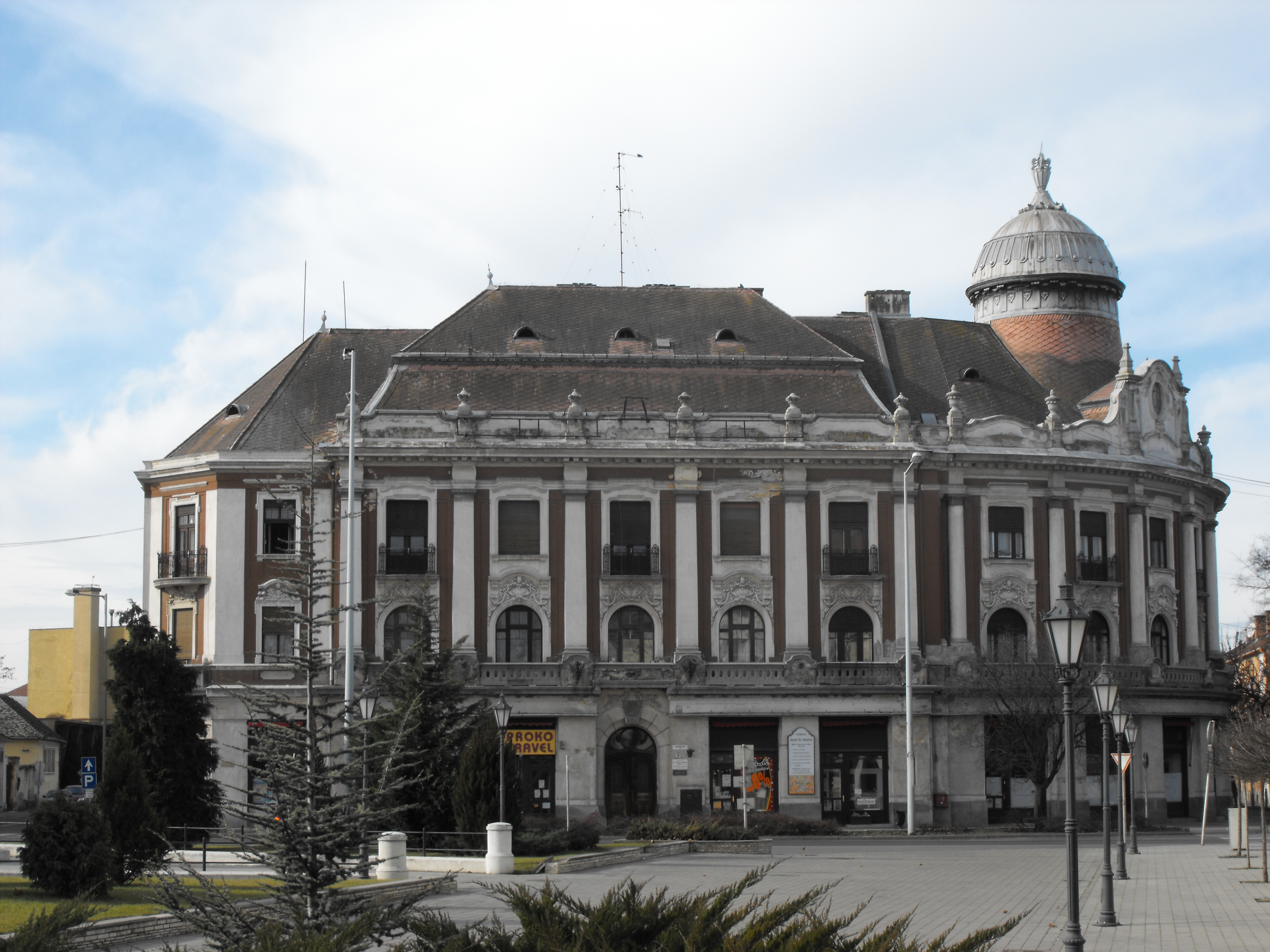
Bérpalota, Makó